# Nguyễn Cảnh Quế
Nguyễn Cảnh Quế (1599-1658) là một vị tướng nhà Lê trung hưng trong lịch sử Việt Nam, từng giữ chức Tả đô đốc Phó tướng, Phò mã Đô úy tước Liêu quận công. Tổ tiên người xã Ngọc Sơn huyện Thanh Chương tỉnh Nghệ An.

## Xuất thân
Nguyễn Cảnh Quế xuất thân trong gia đình nhiều đời làm tướng thời Lê trung hưng. Cha là Thiếu phó Tả Tư mã Thắng quận công Nguyễn Cảnh Hà, mẹ người họ Phạm con gái của Lai quận công Phạm Trà người huyện Yên Định tỉnh Thanh Hóa.
Tổ tiên nhà ông sinh sống chủ yếu ở huyện Nam Đường nhưng ông do nhiều năm trấn thủ Hoan Châu, đại bản doanh ở huyện Chân Phúc (nay là thị xã Cửa Lò), cho nên ông sống ở đây cho đến khi qua đời.

## Sự nghiệp
Nguyễn Cảnh Quế xuất thân từ gia đình nhà võ, theo cha đánh trận và từng là thuộc tướng của cha, Thắng quận công Nguyễn Cảnh Hà.
Năm 1626 tàn dư họ Mạc chiếm cứ Cao Bằng, triều đình cử Thanh đô vương Trịnh Tráng cầm quân đánh dẹp, Nguyễn Cảnh Hà cùng con Nguyễn Cảnh Quế trong trận này dùng kế hỏa công nên lập được công lớn. Cảnh Quế được phong Lộc nghĩa hầu và được chúa Trịnh Tráng gả con gái Trịnh Thị Ngọc Loan.
Năm 1630 ở Hoan Châu có tên Hiền Thuấn nổi lên quấy nhiễu nhân dân, thường áp sát, uy hiếp quan phủ nên triều đình cử Nguyễn Cảnh Quế đem quân về dẹp loạn. Ông kéo quân đến đóng tổng hành dinh ở Chân Phúc (nay thuộc Nghi Lộc), sau đó tiến hành xây dựng hào lũy, vừa đánh vừa kêu gọi đầu hàng, đánh tan đảng giặc, Hiền Thuấn bị bắt sống, đem lại cuộc sống yên bình cho nhân dân.
Với chiến công này ông được phong Tả đô đốc, Phó tướng, Liêu quận công, và được cử ở lại trấn thủ Hoan Châu.
Năm 1630 đến 1658 ông làm trấn thủ Hoan Châu địa phận từ huyện Quỳnh Lưu ngày nay đến sát Đèo Ngang (nay là Kỳ Anh thuộc Hà Tĩnh). Trong thời gian này ông tổ chức nhân dân mở đường, xây dựng kênh mương thủy lợi (nạo vét và đào thêm kênh nhà Lê), mở mang nông nghiệp, chiêu dân lập ấp, ngăn chặn giặc Tàu Ô xâm lấn, quấy nhiễu. Biên cương được giữ vững.
Trong thời gian trấn thủ Hoan Châu ông còn nhiều lần vâng mệnh triều đình, theo chúa Trịnh mang quân đánh dẹp tàn dư họ Mạc ở phía bắc, quân chúa Nguyễn ở phía nam.
Cuối năm Đinh Dậu 1657 ông lâm bệnh nặng, nội bộ gia đình lục đục, con cái bất hòa, làm cho ông càng thêm đau buồn, ông tạ thế ngày 18 tháng 1 năm Mậu Tuất 1658. Về sau ông được truy phong là Thượng tướng quân, Trung quân, Tả Đô đốc, phò mã, Đô úy, Liêu quận công.
Phần mộ của ông được an táng tại xứ Cồn Nương, xã Thượng Xá, huyện Chân Phúc nay là thôn Khánh Thịnh, xã Nghi Khánh, huyện Nghi Lộc, Nghệ An.
Để tưởng nhớ công lao của ông với đất nước, ông được phối thờ cùng cố nội Nguyễn Cảnh Hoan tại xã Tràng Sơn huyện Đô Lương tỉnh Nghệ An. Ngoài ra còn nhiều đền thờ, phối thờ ông như đền Cửa tại thị xã Cửa Lò...
Hiện nay tại thị xã Cửa Lò có một con đường mang tên ông.

## Gia quyến
Nguyễn Cảnh Quế có bốn người vợ, bốn bà sinh hạ cho ông năm trai hai gái.
Chính thất Trịnh Thị Ngọc Loan con gái Văn Tổ Nghị Vương Trịnh Tráng. Vợ Thứ hai Phạm Thị Ngọc Sự, vợ ba Thị Thuận, vợ thứ tư là Từ Uyển.
Các con ông tiếp tục làm tướng dưới triều Lê trung hưng, trong số năm con trai có một tước công và ba tước hầu tiêu biểu là con trai đầu Nguyễn Cảnh Hiệu giữ đến chức Đề đốc tước Tín Quận Công.
Con gái Ngọc Quản lấy Nha quận công, Ngọc Trình lấy Hào quận công sau tái giá lấy Hội quận công.
Hậu duệ của ông ngày nay sống rải rác ở các huyện Nghi Lộc, thị xã Cửa Lò, Yên Thành, Quỳnh Lưu, Nam Đàn, Đô Lương... thuộc tỉnh Nghệ An. Nhiều người thành đạt, phát triển như nguyên Bộ trưởng Nguyễn Cảnh Dinh, PGS Nguyễn Cảnh Lương...